# 未来はぼくらの歌の中
未来はぼくらの歌の中（みらいはぼくらのうたのなか）は、2021年3月17日にフジテレビ系列で放送した音楽番組。司会は上白石萌音。

## 概要
SDGs（持続可能な開発目標）をコンセプトとした音楽特番。
今伝えたい歌を未来を生きる人たちへ届けることで、音楽を通じ「未来」や「SDGs」を考えるきっかけとなることを目標としている。

## 出演者

### 司会
- 上白石萌音

### アーティスト
- 松任谷由実
- 薬師丸ひろ子
- ハナレグミ
- 森山直太朗
- 秦基博
- 森内寛樹
- アイナ・ジ・エンド
- DISH//

### 特別対談
- 原田マハ（小説家）
- 出川哲朗
- 常田大希（King Gnu）

## スタッフ
- 番組ロゴ・キャラクターデザイン：tupera tupera
- 音楽監督：武部聡志
- 美術デザイン：飯塚洋行
- 美術プロデューサー：小林大輔
- アートコーディネーター：中村秀美
- 大道具：笹木優希、山寺宏幸
- 視覚効果：山野邉綾乃
- 電飾：奥野透
- アクリル装飾：犬塚健
- 楽器：島津哲也
- TD：米山和孝
- SW：斉藤伸介
- CAM：片野裕史
- VE：久保島春樹
- 音声：高橋敬
- PA：築舘幸宜
- LP：植松晃一
- LD：紙透貴仁
- 美術協力：フジアール、チトセ舞台、東京特殊効果、コマデン、ナカムラ綜美、山田かつら
- 技術協力：fmt、共同テレビ、サンフォニックス、田中電設、明光セレクト、PCライツ、東京TUBE
- 協力：ハーフトーンミュージック、「みんなの応援村」プロジェクト、イースト・ファクトリー、イースト・エンタテインメント、クリーク・アンド・リバー社
- 構成：竹村武司
- ブレーン：下川猛、温井精一
- スーパーバイザー：木幡美子
- 編集：坂本貴志、小島嘉隆
- MA：藤井啓介
- アニメーションCG：笹生宗慶
- 編集CG：渡辺之雄
- 音響効果：高島慎太郎
- 編成：田村優介
- 広報：高橋慶哉
- TK：平野美紀子
- デスク：古賀美由紀
- Special Thanks：松任谷正隆
- 企画・プロデュース：黒木彰一
- 演出：松永健太郎
- プロデューサー：宇賀神裕子、後藤夏美、正木友美子
- ディレクター：久保田集、松本絵理、梅原萌
- AP：相場優衣子
- FD：古田萌、松舘ちひろ
- AD：古川周
- 制作著作：フジテレビジョン